# Anelosimus rabus
Anelosimus rabus is een spinnensoort in de taxonomische indeling van de kogelspinnen (Theridiidae).
Het dier behoort tot het geslacht Anelosimus. De wetenschappelijke naam van de soort werd voor het eerst geldig gepubliceerd in 1963 door Herbert Walter Levi.